# Château Chesnel
Pour les articles homonymes, voir Chesnel.
Château Chesnel (ou château de Chenel sur la carte IGN) a été construit en 1610 par Charles-Roch Chesnel, sur les hauteurs de l'Antenne, à Cherves-Richemont (Charente).

## Historique
La seigneurie de Cherves dépendait de Cognac et les terres de Cherves sont achetées par Jacques Chesnel, gouverneur de Cognac entre 1530 et 1535. Une tradition non fondée voulait qu'ils habitaient alors le petit château fort de Plumejeau, pillé en 1569, à l'emplacement duquel a été découvert le "trésor de Cherves"[réf. nécessaire]. La famille Chesnel habitait en fait au XVIe siècle en Saintonge. 
Avant de devenir l'aîné de la famille, Charles de Chesnel hérite des biens de sa mère, ce qui l’amène à Cherves. Entre 1610 et 1625, il fait construire le château actuel de style italien assez imité en Angoumois, entouré de douves sèches, près de Plumejeau, sur le domaine de la Roche où s'élevait déjà une fuie (colombier) datée de 1505, incluse dans les bâtiments agricoles derrière les bâtiments sur la droite en regardant le château.
À la mort du dernier Chesnel, en 1754, les biens familiaux sont partagés entre ses deux sœurs. La dernière meurt en 1780 sans postérité survivante. Le château revient alors à un cousin germain, fils de Marie-Élisabeth Chesnel (?-1759) qui se marie vers 1716 avec Jean Frétard d'Écoyeux (1686-1765). Il est transmis aux comtes de Roffignac après plusieurs alliances au XIXe siècle.
René-Annibal de Roffignac est célèbre pour avoir proposé sa tête à la place de celle de Louis XVI.
En 1800, l'un de ses fils, Louis Philippe Joseph de Roffignac, est envoyé en Louisiane où il occupera le poste de maire de La Nouvelle-Orléans.
Le comte Ferdinand de Roffignac est à la tête de la propriété viticole de Château Chesnel et fonde sa société en 1923 ; son fils Jean puis son petit-fils Renaud lui succèdent[réf. nécessaire].

## Architecture

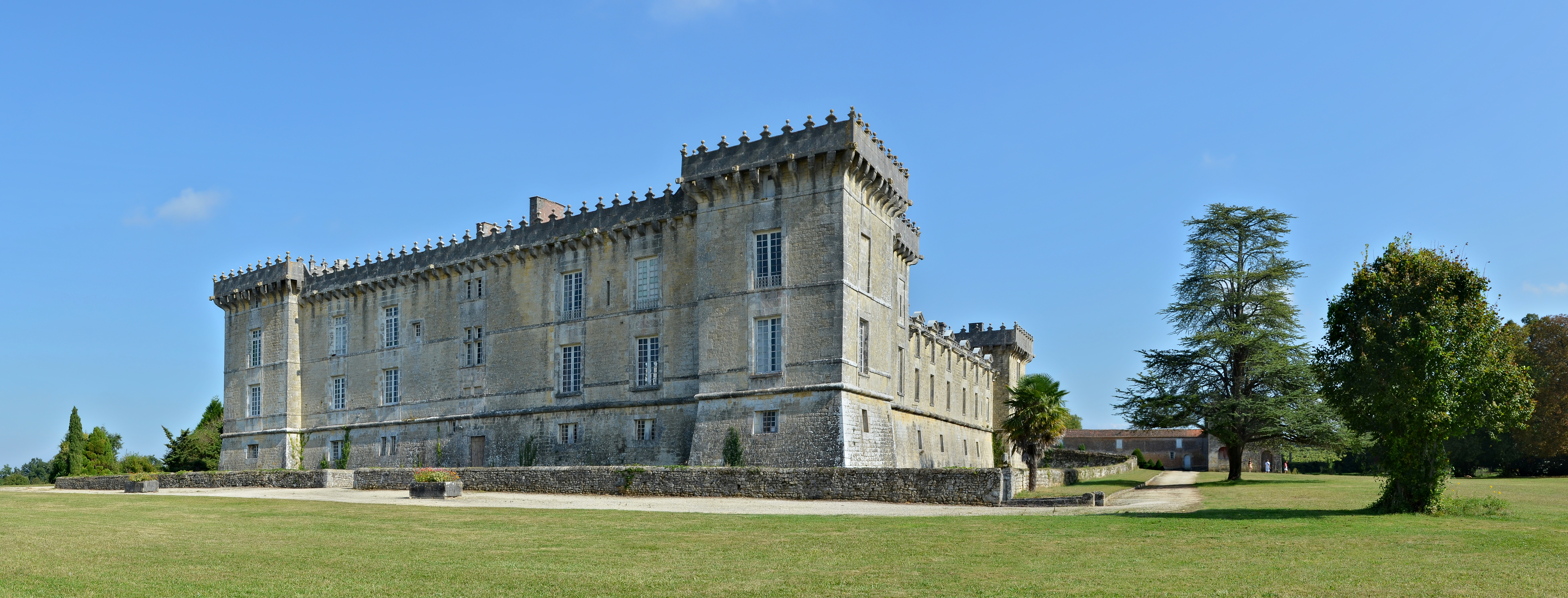
Le château, vu de l'ouest.

De plan régulier, il est de la première variété du style classique français et a conservé l’ensemble de ses dispositions d’origine. Monument Historique, il surprend par son architecture originale qui en fait un monument unique dans la région. Le château et ses dépendances sont restés intacts depuis leur construction au début du XVIIe siècle.
Il est composé d’une vaste avant-cour rectangulaire à trois ailes ouvrant sur le château de plan carré, à cour centrale, et entouré de douves sèches sur quatre faces. La longue façade est à niveau unique, couverte de tuiles. Elle est encadrée de deux tours rondes à toiture conique basse.
Au centre la porte cochère et la porte piétonne sont surmontées  d’une large bretèche à mâchicoulis et de crénelages de fantaisie. 
Le château est formé d’un bâtiment central comportant deux niveaux de baies carrées avec au milieu perron et porte, encadré de deux pavillons ou tours carrées qui précèdent les ailes basses de retour. Un parapet avec merlons de fantaisie surmontés de boules les couronne. Une arche enjambant la douve et un parapet ajouré à balustre de pierres complètent la symétrie.

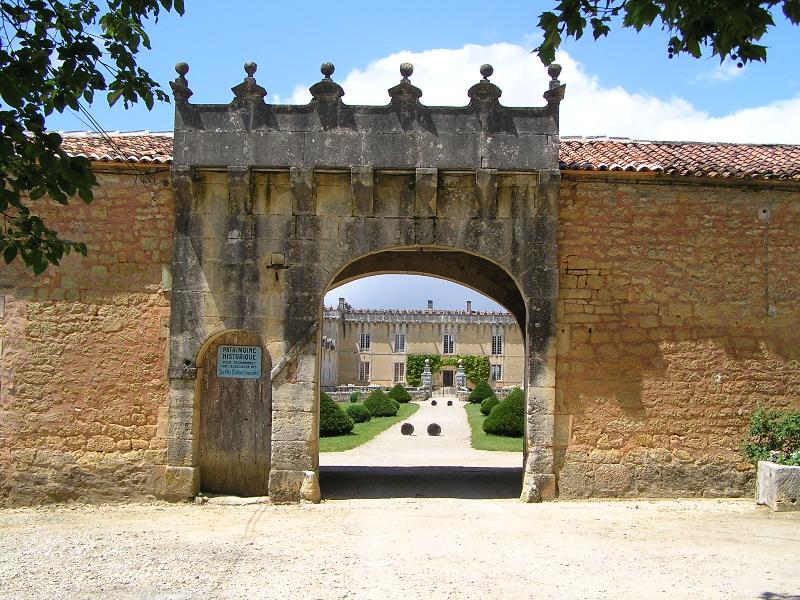
Chateau Chesnel : le porche.
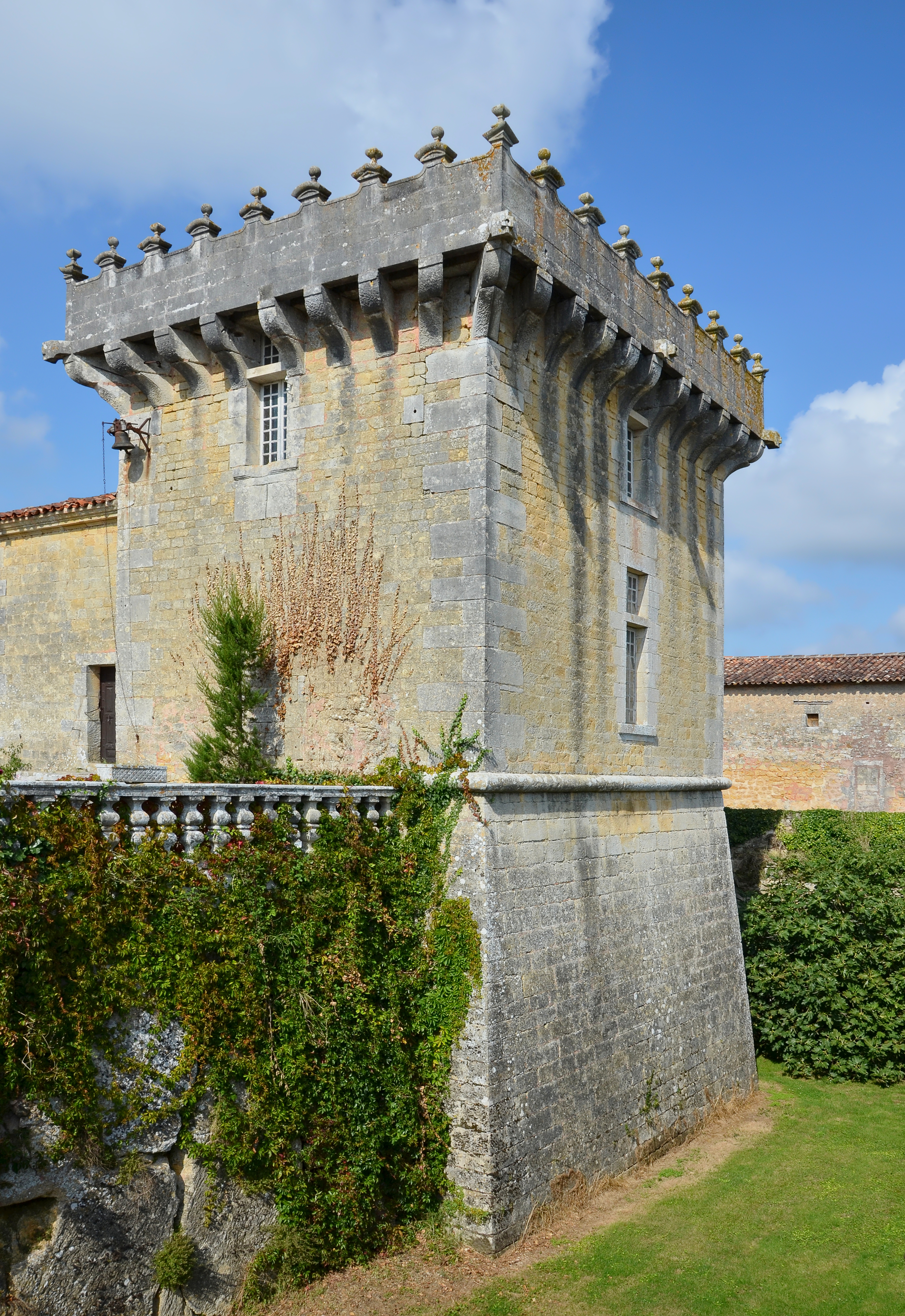
Tour nord-est et douves.

## Visites
Le château se visite du 15 juin au 15 septembre ou sur rendez-vous.